# Štefan Pipa
Štefan Pipa (ur. 10 stycznia 1950 w Bratysławie, zm. 25 września 2019 tamże) – czechosłowacki siatkarz, reprezentant kraju, uczestnik igrzysk olimpijskich, medalista mistrzostw Europy i uniwersjady.
Pipa od najmłodszych lat uprawiał sport, m.in. piłkę nożną, tenis stołowy oraz piłkę siatkową. Karierę sportową zaczynał w klubie ŠK Slovan. W latach 1971–1980 rozegrał 220 meczów w reprezentacji Czechosłowacji. Pierwszy sukces z drużyną narodową odniósł w 1971 na mistrzostwach Europy, podczas których zdobył srebrny medal. Na mistrzostwach starego kontynentu grał jeszcze w 1975 (6. miejsce) i 1977 (6. miejsce). Brał udział w mistrzostwach świata 1974 w Meksyku, gdzie Czechosłowacy zajęli 5. miejsce. Podczas uniwesjady 1977 odbywającej się w Sofii wywalczył srebrny medal. Dwukrotnie reprezentował Czechosłowację na letnich igrzyskach olimpijskich. Na igrzyskach 1972 w Monachium reprezentacja Czechosłowacji zajęła 6. miejsce, a w 1976 w Montrealu 5. miejsce.
Grał w klubie Červená hviezda Bratysława, w którym był kapitanem. Trzykrotnie zwyciężał w mistrzostwach Czechosłowacji. W Pucharze Europy Mistrzów Klubowych tryumfował w sezonie 1978/1979, a w Pucharze Europy Zdobywców Pucharów zajął 1. miejsce sezonie 1980/1981. W wieku 47 grał nadal grał w zespole z Bratysławy (wtedy pod nazwą Spartak VKP Myjava). Wówczas zawodnikiem tego klubu był także jego syn, Martin Pipa.
W 2017 za osiągnięcia sportowe otrzymał złotą odznakę Słowackiego Komitetu Olimpijskiego.